# Château d'Art-sur-Meurthe
Le château d'Art-sur-Meurthe est situé sur la commune d'Art-sur-Meurthe, à 10 km à l'est de Nancy, dans le département de Meurthe-et-Moselle.

## Historique
Le château fut construit au XVIIIe siècle par Christine de Sarazin, veuve du comte Claude-Joseph Aubertin de Juvrecourt, colonel de la Garde du Grand-duc de Toscane, et cousine de l'académicien Jean-François de Saint-Lambert.
Il passe ensuite au député Thiry de 1805 à 1816.
En 1817, il passa à l'homme d'affaires lorrain Georges-Timothée Masson, maire-adjoint de Nancy et conseiller général de la Meurthe. Il était également propriétaire des châteaux de Bouges et de Guermange, ainsi que du domaine de Lindre. Son fils, Antoine Achille Masson (1815-1882), épousa en 1850 Adélaïde Joséphine Bachasson de Montalivet, deuxième fille du ministre Camille de Montalivet qui obtiendra de Napoléon III l'autorisation de transmettre son titre aux descendants de son gendre. La famille Masson le conserva jusqu'en 1861. 
Charles Lotz en est propriétaire de 1862 à 1870. Auguste de Ludres, puis Valentine, habitèrent le château de 1871 à 1910. La famille Perrin de Brichambeau fut ensuite propriétaire du château de 1911 à 1935, puis il passa aux Marianistes en 1936.
Restauré et entretenu par la commune, il est environné par un parc en accès libre qui comprend un petit étang et un potager de légumes oubliés.
Le château est un site d'animations via la commune, les locations, les évènements culturels... qui permettent de le visiter en même temps, car ses intérieurs restent bien pourvus en boiseries et cheminées diverses. Le lieu se prête également à l'organisation de mariages et de diverses réceptions et cocktails.